# Every Day: All the Way
Every Day: All the Way (Eigenschreibweise Every Day → All the Way) ist ein Musikalbum von Larry Ochs, Joe Morris und Charles Downs. Die am 1. Juli 2023 in den Park West Studios in Brooklyn entstandenen Aufnahmen erschienen am 11. April 2025 auf ESP-Disk.

## Hintergrund
Every Day: All the Way ist das erste Album, bei dem der Saxophonist Larry Ochs mit dem Bassisten Joe Morris und dem Schlagzeuger Charles Downs zusammenarbeitete. Die beiden letzteren bildeten die Rhythmusgruppe des Flow Trios mit dem Saxophonisten Louis Belogenis, das 2009 und 2021 sein Debütalbum Rejuvenation und sein drittes und letztes Album Winter Garden (mit Joe McPhee) auf ESP-Disk veröffentlichte. Der Albumtitel bezieht sich auf die Poesie von Ochs’ verstorbener Frau, der Dichterin Lyn Hejinian. Die Musiker spielten bei der Aufnahmesitzung im Studio erstmals miteinander.

## Titelliste
- Larry Ochs, Joe Morris & Charles Downs: Every Day: All the Way (ESP-Disk)

1. Yay-Hiddee-Yonk-Yo 7:31
2. Yonk-Hiddee-Yo-YAY-Yay 7:12
3. Hiddee-Ya-Yoh-Yonk - Yohhh 16:10
4. Yoh-Yonk-Yonk - Hiddee-Yay 8:57
5. Every Day → All-the-Way 12:08

## Rezeption
Dieses Supertrio, bei dem Free Jazz auf freie Improvisation trifft, würde so klingen, als würden die Musiker schon seit Jahren zusammen spielen, meinte Eyal Hareuveni (Salt Peanuts). Die Rhythmusgruppe steuere eine Reihe freier und kraftvoller, schnell wechselnder Impulse bei und treibe das poetische, gefühlvolle Saxophonspiel von Larry Ochs voran. Die Musik fließe organisch, aufgeladen mit einer drängenden und intensiven, aber dennoch unberechenbaren rhythmischen Kraft, die ständig zwischen dem Rohen und dem Lyrischen changiere. Das Album fange die Schönheit der Kunst des Augenblicks getreu ein, da Ochs, Morris und Downs völlig vom spontanen, intuitiven und selbstlosen, kollektiven Akt des Musizierens besessen sind.
Der Saxophonist Larry Ochs sei vor allem als Gründungsmitglied des ROVA Saxophone Quartet bekannt (er ist das „O“ in ihrem Namen), aber er habe auch etwa ein Dutzend Alben als Bandleader aufgenommen, schrieb Phil Freeman (Ugly Beauty/Stereogum). Sein beiden Partner auf diesem Album, Morris und Downs, verbinde eine lange gemeinsame Geschichte, die bis in die 2000er-Jahre zurückreicht, als sie zusammen mit dem Saxophonisten Louis Belogenis das Flow Trio bildeten. Trotz der albernen Songtitel sei dieses Album weder ein surrealer Kunststreich noch eine Stunde undisziplinierten, freien Geplänkels. „Yay-Hiddee-Yonk-Yo“ als der Opener würde schnell eine musikalische Dreierbeziehung etablieren, die auf aufmerksamem Zuhören und Beachtung der Struktur beruhe. Niemand scheint jemals verloren, obwohl Ochs’ Spiel an Sonny Rollins in seinen experimentierfreudigsten Momenten erinnere.